# Pieczęć stanowa Wyomingu

Pieczęć stanowa Wyomingu

Pieczęć stanowa Wyomingu upamiętnia fakt, że Wyoming był pierwszym miejscem w USA, w którym kobiety otrzymały prawo do głosowania. Data tego wydarzenia jest na dole po prawej (heraldycznie) stronie. Warto podkreślić, że nie był wtedy stanem, lecz zorganizowanym terytorium. Terytorium Wyoming było zalążkiem stanu, który stał się pełnoprawnym stanem w 1890 r. O czym przypomina data po lewej stronie. Kobieta trzyma wstęgę z napisem "Equal Rights (równe prawa). Dwaj mężczyźni symbolizują główne zawody - hodowlę bydła i górnictwo. Kaganki są symbolem edukacji.